# 128 bit
128 bit, in informatica, indica che in una data architettura il formato standard di una variabile semplice (intero, puntatore, handle ecc.) è di 128 bit di lunghezza. Generalmente questo riflette la dimensione dei registri interni della CPU usata per quell'architettura.
Il termine "128 bit" può essere usato per descrivere la dimensione di:
- Una unità di dati
- I registri interni di una CPU o della ALU che deve funzionare usando quei registri
- Indirizzi di memoria
- Dati trasferiti per ogni lettura o scrittura alla memoria centrale.

Al 2024 non esistono in produzione processori general-purpose costruiti per facilitare set di istruzioni e operazioni a 128-bit, dato che richiederebbero dimensioni dei buffer e throughput doppi rispetto ai moderni processori a 64-bit, a fronte di nessun reale bisogno pratico.

## Descrizione
È possibile considerare il System/370, prodotto dalla IBM, come il primo rudimentale calcolatore a 128-bit, dato che utilizzava registri in virgola mobile di queste dimensioni. Molte moderne architetture di CPU come il Pentium e il PowerPC presentano registri vettoriali a 128-bit: in realtà sono utilizzati per memorizzare vari numeri più piccoli, e.g. 4 numeri a 32-bit in virgola mobile.
Con tale accorgimento è possibile operare in parallelo con una singola istruzione contemporaneamente su tutti i valori memorizzati nel registro (istruzioni SIMD): tale tecnica viene utilizzata sovente per ottimizzare elaborazioni multimediali e grafiche, che necessitano di manipolare grandi quantità di dati in virgola mobile.
Pertanto non sono processori a 128-bit in senso proprio, poiché pur avendo registri ampi a 128 bit e operando contemporaneamente su unità di memoria di tali dimensioni, essi non sono in grado di manipolare singoli numeri composti da 128 cifre binarie.
Alcuni processori VLIW accettano istruzioni a 128 bit ma anche in questo caso non sono realmente processori a 128 bit dato che l'istruzione viene scomposta all'interno del processore in più istruzioni di dimensione inferiori (2 di 64 bit o 4 di 32 bit per esempio) che verranno elaborate dalle unità interne in parallelo. 
Processori a 128 bit potrebbero divenire necessari qualora una quantità di memoria indirizzabile direttamente pari a 264 byte divenisse non più sufficiente, sebbene potrebbe essere di gran lunga più conveniente connettere insieme un gran numero di processori a 64 o 32 bit - che è poi l'approccio seguito in molti supercomputer odierni, progettati per eseguire in parallelo le istruzioni sui vari processori di cui sono composti.